# Жилін Руслан Михайлович
Русла́н Миха́йлович Жи́лін (1965—2014) — капітан Збройних сил України, учасник російсько-української війни.

## Життєпис
Народився 1965 року в місті Червоноград (Львівська область). Кадровий військовик, 14 років прослужив у збройних силах. Випускник Саратовського військового училища ракетних військ, працював у військовій частині, що розташовується в місті Старокостянтинів. Командир батареї транспортування та доставки. По звільненні 1997 року працював на ЧЗМК (Червоноградський завод металоконструкцій).
У часі війни — доброволець, командир взводу бронетанкової групи, 24-та окрема механізована бригада.
20 серпня 2014-го загинув при виконанні бойового завдання поблизу Георгіївки — терористи обстріляли позиції військовиків з артилерії.
Похований у Червонограді — сектор почесних поховань нової частини Бендюзького кладовища.
Нагороду чоловіка в березні 2015-го отримала його удова Наталія. Без Руслана лишились батьки (жили в Стрию), дружина, донька та син.

## Нагороди та вшанування
За особисту мужність і героїзм, виявлені у захисті державного суверенітету та територіальної цілісності України, вірність військовій присязі під час російсько-української війни нагороджений
- орденом Богдана Хмельницького III ступеня (посмертно).
- Його портрет розміщений на меморіалі «Стіна пам'яті полеглих за Україну» в Києві: секція 3, ряд 3, місце 6.
- Вшановується 20 серпня на щоденному ранковому церемоніалі вшанування українських захисників, які загинули цього дня в різні роки внаслідок російської збройної агресії[3]
- Почесний громадянин Червонограда (посмертно)[4]
- 14 березня 2020 року, в День Добровольця, активісти Червонограда висадили дерева в пам'ять місцевих героїв, які загинули в російсько-українській війні — серед них і Руслан Жилін.[5]